# Máté Koroknai
Máté Koroknai (* 13. Januar 1993 in Debrecen) ist ein ungarischer Hürdenläufer, der sich auf die 400-Meter-Distanz spezialisiert.

## Sportliche Laufbahn
Erste internationale Erfahrungen sammelte Máté Koroknai im Jahr 2009, als er bei den Jugendweltmeisterschaften in Brixen mit 57,17 s in der ersten Runde ausschied, wie auch bei den Junioreneuropameisterschaften 2011 in Tallinn mit 55,66 s. 2012 gelangte er dann bei den Juniorenweltmeisterschaften in Barcelona bis in das Halbfinale und schied dort mit 52,51 s aus. Im Jahr darauf scheiterte er bei den U23-Europameisterschaften in Tampere mit 51,91 s im Vorlauf und 2014 nahm er erstmals an den Europameisterschaften in Zürich teil, bei denen er mit 50,95 s im Halbfinale ausschied. Bei den Leichtathletik-U23-Europameisterschaften 2015 in Tallinn belegte er in 50,44 s den siebten Platz und 2018 erreicht er bei den Europameisterschaften in Berlin erneut das Halbfinale, in dem er mit 49,77 s ausschied. 2021 qualifizierte er sich über die Weltrangliste für die Olympischen Spiele in Tokio, kam dort aber mit 49,80 s nicht über die erste Runde hinaus. 
In den Jahren 2014 und 2015 sowie 2020 und 2021 wurde Koroknai ungarischer Meister im 400-Meter-Hürdenlauf sowie 2011, 2013 und 2015 in der 4-mal-400-Meter-Staffel im Freien und 2011 in der Halle.

## Persönliche Bestleistungen
- 400 m Hürden: 49,70 s, 19. Mai 2021 in Ostrava